# Krijt (periode)
| Cenozoïcum                                 | Paleogeen | jonger |
| Cenozoïcum                                 | Paleogeen | 66,0   |
| Mesozoïcum                                 | Krijt     |        |
| Mesozoïcum                                 | Krijt     | 145,0  |
| Mesozoïcum                                 | Jura      |        |
| Mesozoïcum                                 | 201,3     |        |
| Mesozoïcum                                 | Trias     |        |
| Mesozoïcum                                 | 252,2     |        |
| Paleozoïcum                                | Perm      |        |
| Paleozoïcum                                | Perm      | ouder  |
| Indeling van het Mesozoïcum volgens de ICS |           |        |

| Systeem                                                                                   | Serie     | Etage         | Ouderdom (Ma) |
| ----------------------------------------------------------------------------------------- | --------- | ------------- | ------------- |
| Paleogeen                                                                                 | Paleoceen | Danien        | jonger        |
| Krijt                                                                                     | Boven     | Maastrichtien | 66,0–72,1     |
| Krijt                                                                                     | Boven     | Campanien     | 72,1–83,6     |
| Krijt                                                                                     | Boven     | Santonien     | 83,6–86,3     |
| Krijt                                                                                     | Boven     | Coniacien     | 86,3–89,8     |
| Krijt                                                                                     | Boven     | Turonien      | 89,8–93,9     |
| Krijt                                                                                     | Boven     | Cenomanien    | 93,9–100,5    |
| Krijt                                                                                     | Onder     | Albien        | 100,5–113,0   |
| Krijt                                                                                     | Onder     | Aptien        | 113,0–125,0   |
| Krijt                                                                                     | Onder     | Barremien     | 125,0–129,4   |
| Krijt                                                                                     | Onder     | Hauterivien   | 129,4–132,9   |
| Krijt                                                                                     | Onder     | Valanginien   | 132,9–139,8   |
| Krijt                                                                                     | Onder     | Berriasien    | 139,8–145,0   |
| Jura                                                                                      | Malm      | Tithonien     | ouder         |
| Indeling van het Krijt volgens de ICS. Cursieve ouderdommen hebben een grote onzekerheid. |           |               |               |

Het Krijt is een geologisch tijdperk dat duurde van ongeveer 145 tot 66 miljoen jaar (Ma) geleden. Het is de laatste periode van de era Mesozoïcum, het volgt op de Jura en wordt gevolgd door het Paleogeen, de eerste periode in het Cenozoïcum.
Het Krijt was een periode met een relatief warm klimaat en een hoge zeespiegel. In het water leefden tegenwoordig uitgestorven groepen dieren waaronder zeereptielen, ammonieten en rudisten. Op het land leefden diverse soorten dinosauriërs, tegelijkertijd verschenen veel van de moderne groepen zoogdieren en vogels. Onder de planten verschenen de bedektzadigen (bloemdragende planten). Het Krijt werd afgesloten met een van de grote massa-extincties uit de Aardse geschiedenis, waarbij onder meer de dinosauriërs uitstierven, uitgezonderd Ornithurae, een deel van de vogels.

## Naamgeving en indeling
De naam Krijt komt van het Latijnse creta, dat kalk betekent (de naam van het eiland Kreta heeft dezelfde oorsprong). Het Krijt bestaat in Europa voornamelijk uit dikke lagen kalksteen, vandaar de naam. Het Krijt werd in 1822 voor het eerst als geologisch begrip gebruikt door de Belgische geoloog Jean d'Omalius d'Halloy, bij onderzoek van gesteentelagen in het Bekken van Parijs. Omalius d'Halloy gebruikte destijds voor de duidelijk onderscheidbare kalklagen uit de periode het woord terrein.
Het systeem Krijt wordt in Europa ingedeeld in twaalf etages, die zijn overgenomen in de officiële geologische tijdschaal van de International Commission on Stratigraphy. De ICS verdeelt het Krijt daarnaast in twee tijdvakken: Vroeg en Laat. Inofficieel komt ook een alternatieve driedeling voor in Neocomien (Onder/Vroeg), Gallic (Midden) en Senonien (Boven/Laat).
Naast de Europese (officiële) indeling komen in andere werelddelen regionaal gebruikte alternatieve indelingen in etages voor.

## Paleogeografie en eustasie
Het uit elkaar bewegen van de continenten, dat in het Trias en de Jura was begonnen met het uiteenvallen van het supercontinent Pangea, ging in het Krijt door. Aan het begin van het Krijt lagen de continenten nog redelijk dicht bij elkaar, maar gedurende het Krijt kwamen de continenten steeds verder uit elkaar te liggen. De meeste van de huidige continenten waren in het Krijt ook al aparte eenheden, hoewel Australië en Antarctica nog met elkaar verbonden waren. Tussen Europa en Afrika en Noord- en Zuid-Amerika opende de Atlantische Oceaan, tussen Afrika en Europa de Tethysoceaan. Het oude Gondwana brak op in de continenten India, Afrika, Australië-Antarctica en Zuid-Amerika.
Door de grote hoeveelheden nieuwe (isostatisch lichte) oceanische korst die werd gevormd bij het uit elkaar riften van de continenten lag de zeespiegel relatief hoog gedurende het Krijt. De continenten stonden daardoor voor een groot deel onder water, zodat er relatief veel ondiepe zeeën waren. Een voorbeeld is de Krijtzee die Noordwest-Europa bedekte. Ook over Noord-Amerika lag een grote zee, die de hogere gebieden (de Appalachen in het oosten en de voorlopers van de Noord-Amerikaanse Cordillera in het westen) van elkaar scheidde.

## Paleoklimaat
Het klimaat was tijdens het Krijt wereldwijd over het algemeen een stuk warmer dan tegenwoordig. Twee keer koelde het klimaat desondanks duidelijk af, hoewel het nog steeds warmer bleef dan tegenwoordig. Gedurende het Berriasien, de oudste tijdsnede van het Krijt, ging de wereldwijde temperatuurdaling die aan het einde van de Jura was ingezet door. Er is bewijs dat er sneeuwval voorkwam op hogere breedtegraden en de tropen waren natter dan tijdens de Jura en Trias. Gletsjers kwamen waarschijnlijk alleen in hooggebergten op hogere breedtegraden voor.
Aan het einde van het Berriasien werd het klimaat weer warm, een situatie die zou voortduren tot het einde van het Krijt. Het warme klimaat was het gevolg van de relatief grote hoeveelheid vulkanisme, waardoor grote hoeveelheden van het broeikasgas CO2 in de atmosfeer terechtkwamen.
In tegenstelling tot tegenwoordig waren de oceanen tijdens het Krijt in de tropen verbonden door de ligging van de Tethysoceaan tussen Eurazië en Afrika en het uit elkaar bewegen van Noord- en Zuid-Amerika. In diepzeekernen van tropische breedtes zijn aanwijzingen gevonden dat het oppervlaktewater in de oceanen van het Krijt temperaturen tot 42°C kon bereiken, 14 graden warmer dan tegenwoordig. Dieper in de oceaan lag de watertemperatuur tussen de 15 en 20 °C. Het oceaanwater was in het Krijt ook tot hoge breedtegraden zeer warm. Fossielen van plantensoorten die een warm klimaat nodig hebben zijn gevonden in Alaska en Groenland, terwijl fossielen van dinosauriërs (reptielen, gewend aan warmere klimaten) tot 15° van de toenmalige zuidpool gevonden zijn.

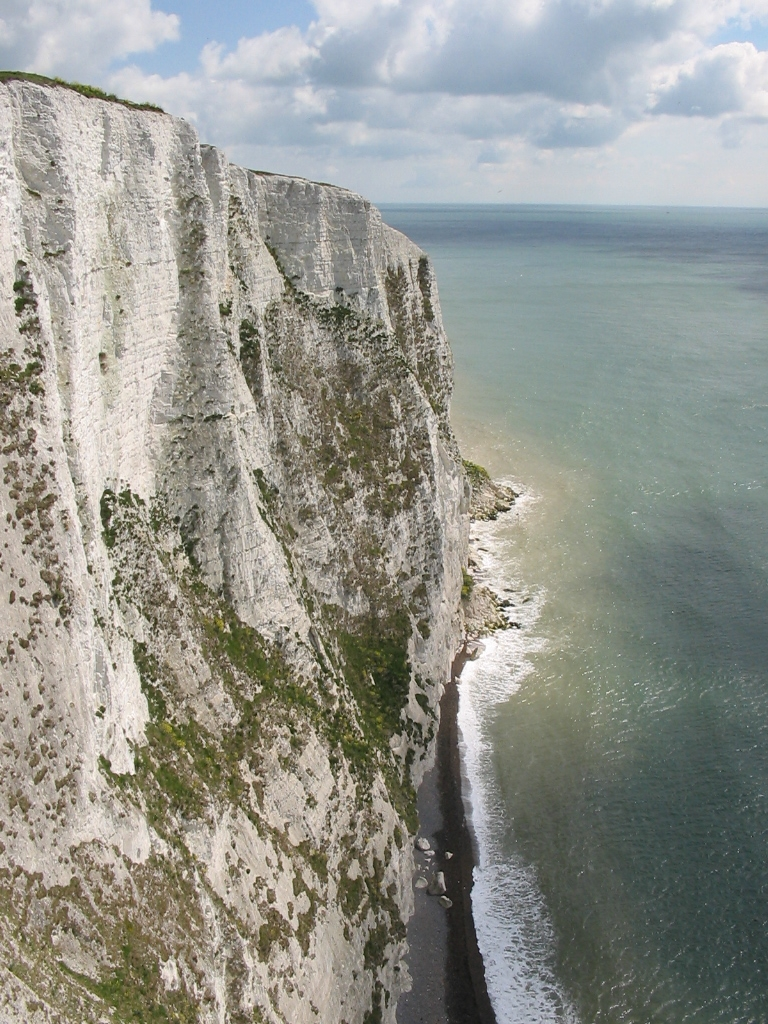
De kliffen van Dover zijn opgebouwd uit krijtgesteente.

Omdat de temperatuurgradiënt tussen de hogere en lagere breedtegraden tijdens het Krijt kleiner was, waren de winden tussen noord en zuid ook minder sterk. De opwelling die de stroming in de oceanen aandrijft was daardoor ook minder en zeestromingen moeten daarom vooral in het midden van het Krijt minder sterk zijn geweest dan tegenwoordig.
In de laatste etage in het Krijt, het Maastrichtien, is een duidelijke verandering in de zuurstof- en koolstofisotopen in fossiel plankton gemeten. Dit wordt verklaard door een verandering in de belangrijkste zeestromingen. Men neemt aan dat het klimaat koeler werd en het zeeniveau daalde, waardoor de Tethysoceaan tussen Afrika en Europa ondieper werd en de wereldwijde stroming in de oceanen veranderde.

## Gesteenten uit het Krijt
Het Krijt is genoemd naar de dikke lagen kalksteen van deze ouderdom in Europa. Ook in andere gebieden ter wereld komt uit deze periode veel mariene kalksteen voor. Kalksteen vormt goed in ondiepe warme zeeën, die vanwege het warme klimaat en het hoge zeeniveau tijdens het Krijt een relatief groot deel van het aardoppervlak bedekten. Door de hoge zeespiegel (veel sedimentatie) en de relatief geringe ouderdom ligt wereldwijd relatief veel gesteente uit het Krijt aan het oppervlak.
Een typisch soort kalksteen uit het Krijt is krijtgesteente, dat is opgebouwd uit coccolieten, de microscopisch kleine, uit calciumcarbonaat bestaande skeletjes van algen die in groten getale in de Krijtzee leefden. In Limburg wordt krijtgesteente mergel genoemd, een verwarrende naam omdat normaal gesproken met mergel een gesteente bedoeld wordt dat veel minder kalk bevat. Krijtgesteente consolideert erg moeilijk, zodat het vaak nog uit los, ongeconsolideerd materiaal bestaat. Er worden veel vuursteenconcreties in gevonden, en fossielen van zee-egels, belemnieten en ammonieten. De mergel van Limburg is ook bekend van vondsten van de Mosasaurus, een zeereptiel.
Krijtgesteente wordt ook gevonden in Zuid-Engeland, waar het chalk genoemd wordt en onder andere de kliffen van Dover vormt, in Noord-Frankrijk en in delen van Duitsland. In Zuid-Europa en de Alpen komen andere, hardere soorten kalksteen voor uit het Krijt, die afgezet werden in de ondiepere delen en aan de randen van de Tethysoceaan. Ook het Krijt van de Alpen werd gevormd in de zeeën die de zuidelijke rand van Europa en de noordwestelijke uitlopers van de Tethysoceaan vormden; in het Krijt bestond er nog geen gebergte op de plek waar tegenwoordig de Alpen en Pyreneeën liggen en het continent Europa hield in feite op ten zuiden van het huidige Zuid-Duitsland en Zuid-Frankrijk.
De stagnatie van zeestromingen in het midden van het Krijt zorgde voor wereldwijde afzetting van zwarte, anoxische schalie, rijk aan organisch materiaal. Onder andere onder de Noordzee zijn deze schalies een belangrijk brongesteente voor olie en gas.

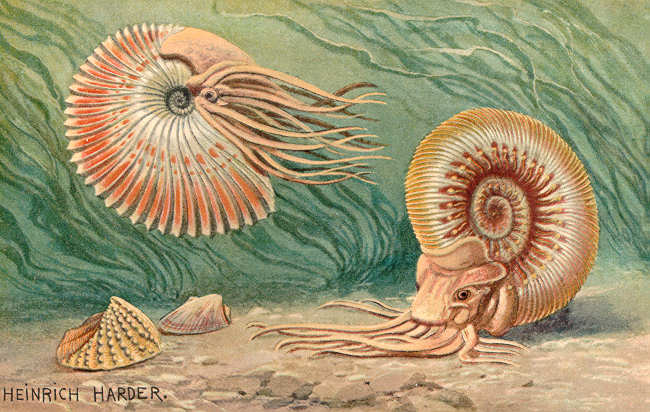
Ammonieten waren wijdverspreid gedurende het Krijt, maar stierven op de overgang naar het Cenozoïcum uit. Ammonieten waren inktvissen met een harde schaal, vergelijkbaar met de tegenwoordige nautilidae (nautilussen).

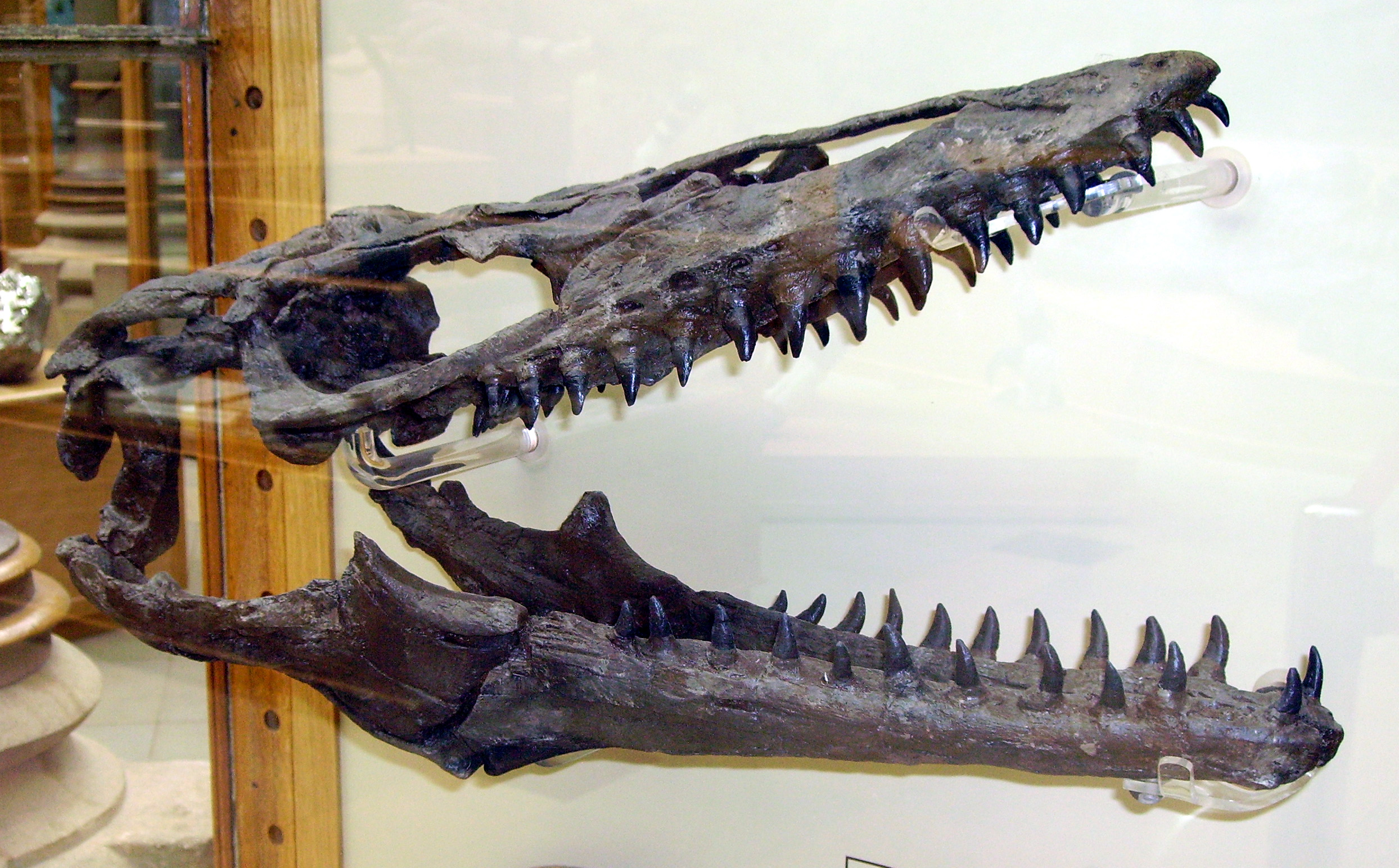
Schedel van de Mosasaurusachtige Plioplatecarpus primaevus uit de Pierre Shale, Campanien van South Dakota (V.S.).

## Leven
In het Krijt kwamen zowel groepen dieren en planten voor die tegenwoordig uitgestorven zijn, zowel verschillende groepen van dinosauriërs of ammonieten, als tegenwoordig nog levende groepen. Moderne groepen die opkwamen in het Krijt zijn bijvoorbeeld de bloeiende planten en beenvissen.
Vooral uit het Boven-Krijt zijn veel fossielen gevonden die een gedetailleerd beeld van het leven in die tijd geven. De bekendste vindplaatsen van fossiele gewervelden bevinden zich in Azië, West-Afrika en Noord-Amerika.

### Zeedieren
Het Krijt was de periode waarin een aantal belangrijke groepen eencelligen opkwamen, zoals diatomeeën en diverse soorten plankton. De laatsten zorgden voor de afzetting van krijtgesteente, opgebouwd uit kleine kalkskeletjes. Ze gedijden goed dankzij het warme klimaat en het lage magnesium-gehalte van het zeewater gedurende het Krijt.
Hoger in de voedselketen stonden de ammonieten en belemnieten, beide groepen waren tijdens het Krijt (net als in het Trias en de Jura) wijdverspreid en zijn dan ook bekende fossielen uit de periode. Onder ammonieten kwamen zowel soorten voor met rechte, zoals Baculites, als gedraaide schelpen.
Op en in de zeebodem leefden diverse soorten krabben, bivalven en brachiopoden. De laatsten waren in het begin van het Mesozoïcum nog wijdverspreid maar werden gedurende het Krijt zeldzamer. De opkomst van bivalven tijdens het Krijt zorgde voor een toename in de hoeveelheid bioturbatie in de zeebodem. Sommige soorten bivalven bereikten enorme groottes, zoals gedraaide soorten oesters (gryphaea) en rudisten. De laatste konden groter dan 1 m worden en vormden rifbouwende kolonies. Het Krijt was de enige periode waarin ze voorkwamen.
Minder goed ging het de koralen af, waarschijnlijk vanwege de lage magnesium-gehaltes van het zeewater, waardoor het moeilijker was skeletten te bouwen van het mineraal aragoniet. Onder de Bryozoa kwamen de Cheilostomata op, een groep die eerder tijdens de Jura verschenen was. Onder de slakken kwamen tijdens het Krijt de Neogastropoda op, die in tegenstelling tot eerdere slakken carnivoor zijn.
Tijdens het Krijt verschenen de eerste beenvissen, een groep die tegenwoordig 95% van alle vissen uitmaakt. Sommige beenvissen uit het Krijt bereikten veel grotere afmetingen dan tegenwoordige verwanten, Xiphactinus kon bijvoorbeeld 5 m lang worden. Ook andere groepen vissen, zoals haaien, leken in het Krijt meer op hun tegenwoordige verwanten dan tijdens eerdere perioden. De opkomst van de beenvissen en krabben tijdens het Krijt zal waarschijnlijk de reden zijn voor de neergang van de tijdens de Jura nog veel voorkomende crinoïden en brachiopoden, die voor de eersten tot voedsel dienden.
Aan de top van de voedselketen stonden in het Krijt echter de tegenwoordig uitgestorven zeereptielen. De ichthyosauriërs en krokodilachtigen die in het Trias en de Jura veel voorkwamen waren in het Krijt zeldzaam geworden. De zeeën van het Krijt werden gedomineerd door plesiosauriërs, zoals Elasmosaurus, en een nieuwe groep zeereptielen, de mosasauriërs. Sommige plesiosauriërs konden meer dan 10 m lang worden, mosasauriërs zelfs meer dan 15 m.

### Planten
Tijdens het Krijt verschenen de eerste bedektzadigen (bloemplanten), de nu meest belangrijke planten. Bedektzadigen blijken in concurrentie met naaktzadigen vaak succesvol. Een factor daarbij is grotere efficiëntie, met als sprekend voorbeeld samenwerking met dieren voor bestuiving van de bloemen of transport van het zaad. Sommige bedektzadigen hebben zich gelijk ontwikkeld met de insecten die hen bestuiven (co-evolutie). De bijen verschenen min of meer tegelijkertijd met de bedektzadigen en vanaf het Laat-Krijt bereikten beide groepen snel een grote vormenrijkdom. Een ander voorbeeld zijn de vele chemische stoffen die evolueren en die helpen om planten te beschermen tegen vraat.
De bedektzadigen kwamen pas in het Campanien veelvuldig voor maar waren ook toen nog beperkt tot natte gebieden. Veel moderne groepen bedektzadigde bomen kwamen voor het eerst voor in het Krijt: bijvoorbeeld vijgen, platanen of magnolia's. Hoewel de bedektzadigen aan het einde van het Krijt sterk diversifieerden bleven op het grootste gedeelte van het land coniferen, zoals Araucaria, en varens dominant. Deze twee groepen verdrongen tijdens het Krijt de palmvarens, die vanaf het Laat-Carboon een belangrijke groep waren geweest. Tijdens het Krijt stierf een andere belangrijke groep uit het Paleozoïcum, de Bennettitales, uit.

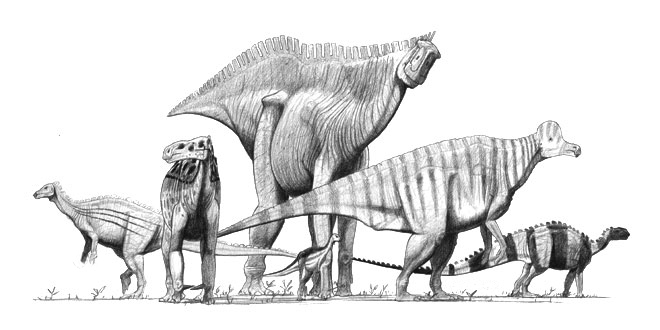
Verschillende soorten Ornithopoda: v.l.n.r.: Camptosaurus, Iguanodon, Shantungosaurus, Dryosaurus, Corythosaurus, Heterodontosaurus (klein), Tenontosaurus.

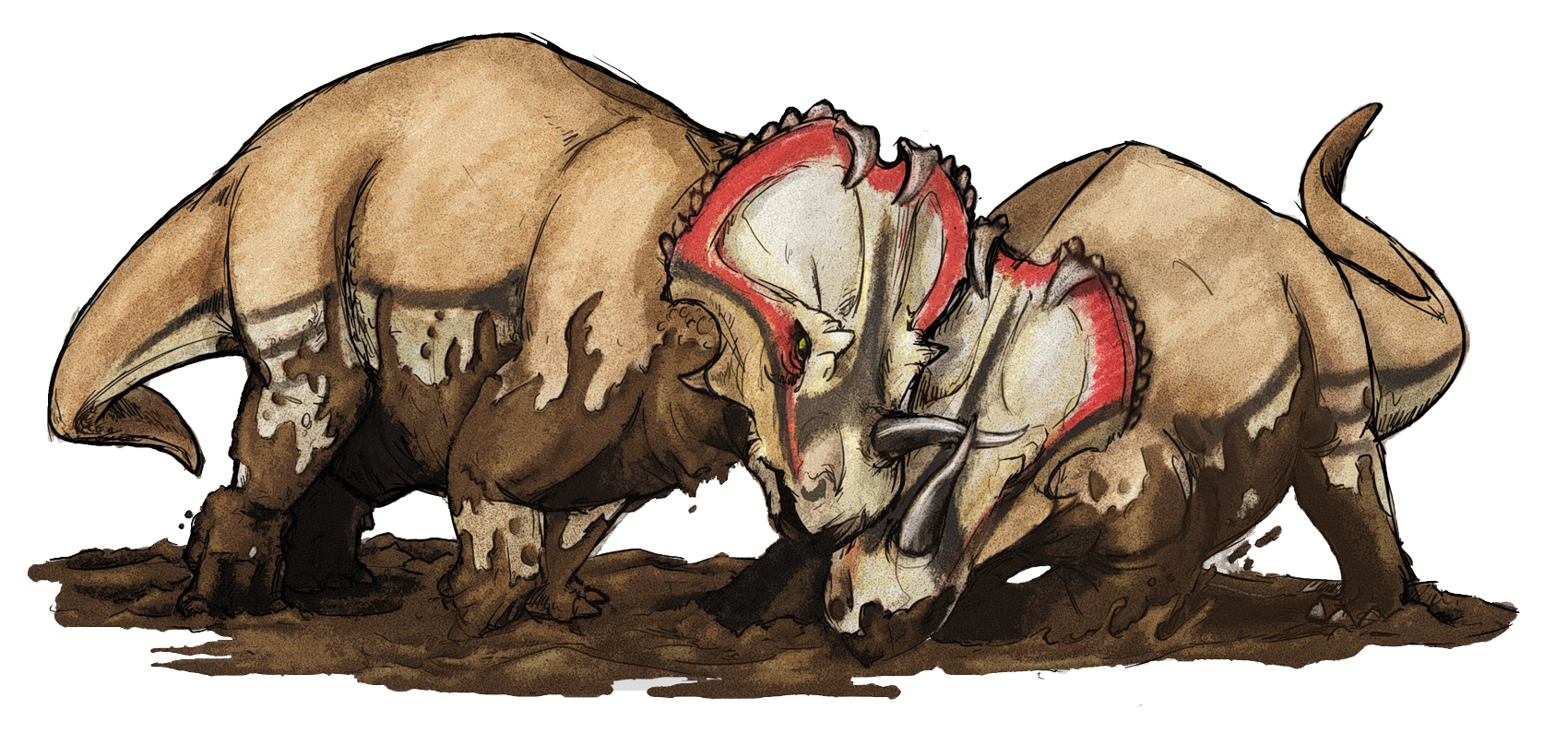
Centrosaurus (horend tot de Ceratopia) uit het Boven-Krijt van Alberta (Canada).

### Landdieren

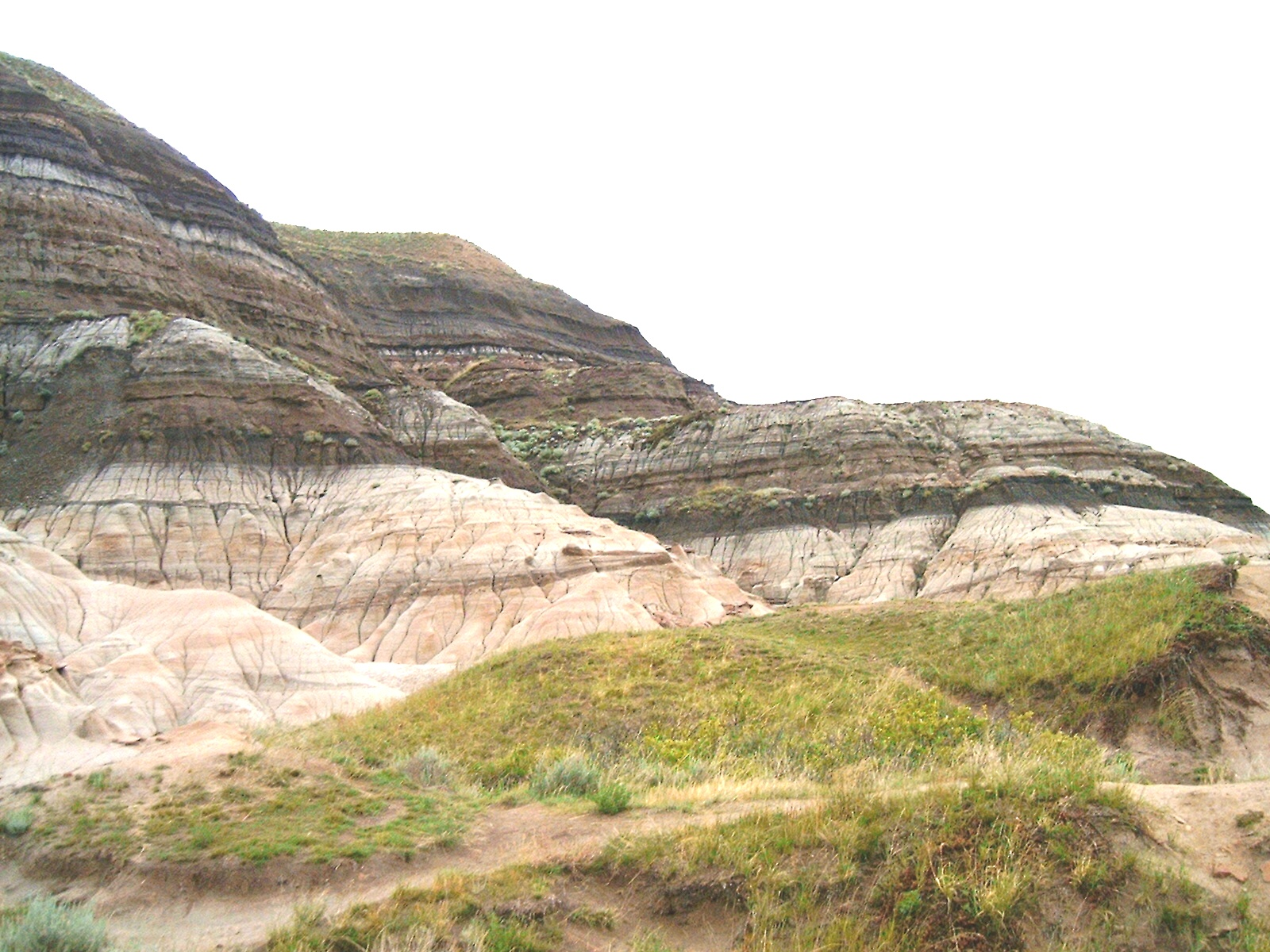
De Krijt-Paleogeen-overgang ontsloten in sedimentaire gesteentelagen. Locatie: Drumheller, Alberta, Canada

Aangezien de continenten in het Krijt al uit elkaar lagen, verliep de evolutie van de landdieren verschillend op elk continent.
Onder de insecten kwamen behalve de bijen ook veel andere nieuwe groepen op in het Krijt. De oudst bekende fossielen van mieren, termieten, bladluizen, sprinkhanen, galwespen en vlinders komen allen uit het Krijt.
De grotere gewervelden van het Krijt waren allen Archosauria, vooral dinosauriërs. De Sauropoda, die wijdverspreid waren in de Jura, kwamen ook in het Krijt voor op alle continenten (alleen op Antarctica zijn geen fossielen gevonden). In de loop van het Krijt zouden de Titanosauria de plaats van de Brachiosauridae en Diplodocidae langzaam overnemen.
Onder de Theropoda van het Krijt bevonden zich de grootste vleesetende landdieren ooit. De enorme Tyrannosauridae, waaronder Tyrannosaurus rex, Albertosaurus en Tarbosaurus, waren een groep die in Noord-Amerika en Azië voorkwam en waarvan sommige soorten bijna vijftien meter lang konden worden. Op andere continenten verschenen vergelijkbare grote theropoda, zoals Carnotaurus in Zuid-Amerika of Spinosaurus in Afrika. Andere theropoda uit het Krijt zijn bijvoorbeeld de vis- of aasetende Baryonyx en de alleseter Gallimimus.
Onder de plantenetende dinosauriërs werden de tijdens de Jura verschenen Ornithopoda belangrijker. Voorbeelden zijn Iguanodon, Corythosaurus, Parasaurolophus en de kleinere Hypsilophodon. Van Maiasaurae is bekend dat ze gedurende langere tijd voor hun jongen zorgden, gedrag dat tegenwoordig niet bij reptielen voorkomt, maar wel bij vogels. Een andere groep planteneters waren de gepantserde Thyreophora, zoals Ankylosaurus en Minmi. De opkomst van deze soorten, al tijdens de Jura, was waarschijnlijk het gevolg van de grotere en snellere vleesetende theropoda. Een andere groep gepantserde dinosauriërs waren de Ceratopia, zoals Protoceratops of Triceratops, die een nekschild combineerden met hoorns, wellicht ter bescherming tegen roofdieren of om soortgenoten te imponeren.

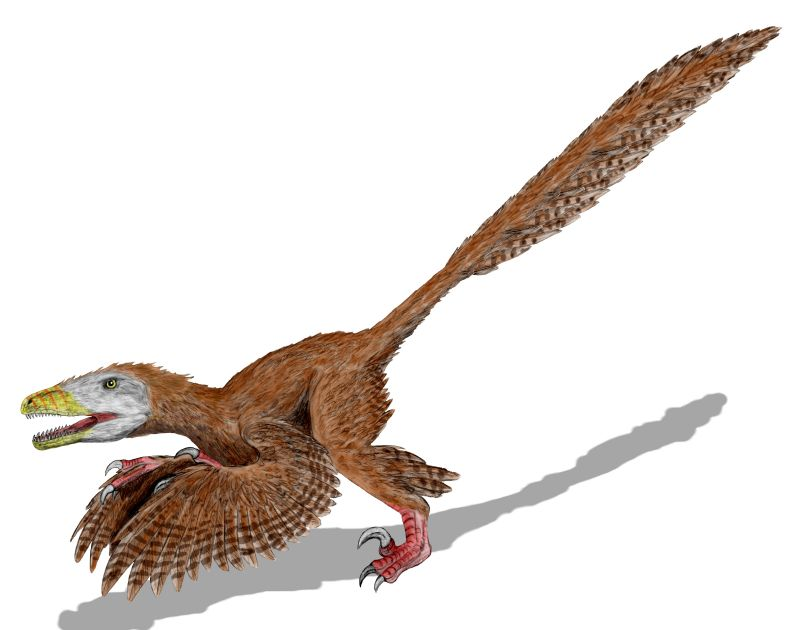
Deinonychus antirrhopus, een Dromaeosaurida uit het Aptien en Albien van de Amerikaanse Great Plains-regio. Deze theropode dinosauriër had veren en was nauw verwant aan de vogels.

De lucht werd beheerst door pterosauriërs en vogels. De vogels verdrongen de pterosauriërs gedurende het Krijt geleidelijk, zodat aan het einde van de periode wellicht alleen de zeer grote pterosauriërs over waren gebleven. De pterosauriërs Ornithocheirus en Quetzalcoatlus hadden een spanwijdte van meer dan tien meter; dit zijn de grootste bekende vliegende organismen. Sommige vogels, zoals Ichthyornis, leken op hedendaagse soorten. Een bepaalde uitgestorven orde van vogels, de Hesperornithes, konden niet vliegen, maar leefden in de zee. Vogels hadden zich al tijdens de Jura ontwikkeld binnen de Maniraptora, een groep behorend tot de Coelurosauria. In het Onder-Krijt maakten ook andere maniraptoren een bloeiperiode door: bij Liáoníng zijn soorten gevonden, die een zeer vogelachtige bouw hadden en een kruising tussen haren en veren hebben of een echt verenkleed. Dit heeft tot speculaties geleid dat andere theropoda ook veren hadden. Ook soorten maniraptoren buiten de vogels, bijvoorbeeld Microraptor, konden zweven of wellicht echt vliegen. Andere werden juist vrij groot: de Dromaeosauridae als Deinonychus of Velociraptor.
Behalve dinosauriers kwamen ook andere reptielen voor, zoals schildpadden en krokodilachtigen, waaronder de enorme Deinosuchus en Sarcosuchus. Champsosaurus was een aan hagedissen verwante soort die op krokodillen leek.
Zoogdieren waren tijdens het Krijt een relatief kleine en onbelangrijke groep. De vroege zoogdieren uit de Jura ontwikkelden zich tijdens het Krijt in diverse groepen. De belangrijkste twee groepen zoogdieren van tegenwoordig, de placentadieren (Placentalia) en buideldieren (Metatheria), waren tijdens het Krijt al aanwezig. Didelphodon is een voorbeeld van een buideldier uit het Krijt. Onderzoek van fossiele schedeltjes laat zien dat onder zoogdieren vooral reuk en gehoor goed ontwikkeld waren, dit duidt erop dat het nachtdieren waren, waarschijnlijk om confrontaties met de grotere dinosauriërs uit de weg te gaan. Het gebit laat zien dat ze hun jongen zoogden (moedermelk gaven). Hoewel de meeste zoogdieren niet groter werden dan ongeveer 15 cm en zich voedden met insecten, zijn in het onder-Krijt van de Chinese provincie Liáoníng twee soorten gevonden die een iets ander licht doen schijnen op deze ondergeschikte rol van de zoogdieren: Repenomamus giganticus had de afmetingen van een hond, terwijl een fossiel van Repenomamus robustus werd gevonden met de overblijfselen van een jonge dinosauriër in zijn maag. Ook de oudst bekende plantenetende zoogdieren komen uit het Krijt.

## Krijt-Paleogeen-massa-extinctie
Het einde van het Krijt, en daarmee het Mesozoïcum (de Krijt-Paleogeengrens of K-T-overgang, met de T van Tertiair, een periode volgens een verouderde indeling die begon met het Paleogeen), kwam met een plotselinge massa-extinctie 65,5 miljoen jaar geleden. Vormen van leven die gedurende miljoenen jaren de ecosystemen gedomineerd hadden verdwenen gedurende geologisch gezien zeer korte tijd. Bekendst onder de uitgestorven groepen zijn de dinosauriërs, waarvan alleen de vogels overleefden. In de zee verdwenen de zeereptielen zoals de plesiosauriërs en mosasauriërs; de ammonieten en veel andere soorten. De rudisten stierven ook uit, maar waren eerder, tijdens de klimaatsverandering in het Maastrichtien ook al sterk achteruitgegaan. Ook onder de foraminifera en planten stierven veel soorten uit.
Hoewel soms gewezen wordt op het feit dat de uitgestorven soorten aan het einde van het Krijt sowieso al op hun retour waren, is duidelijk dat de plotselinge massa-extinctie een externe oorzaak moet hebben gehad. De belangrijkste twee hypothesen voor het uitsterven zijn een meteorietinslag en het vulkanisme waarmee de Deccan Traps in India ontstonden. De ouderdom van de Deccan Traps ligt tussen de 68 en 60 Ma. Deze gebeurtenis zal volgens de meest gangbare hypothese een grote invloed hebben gehad op het wereldwijde klimaat en daarmee een belangrijke reden voor het uitsterven van veel soorten geweest zijn.
De K-T-overgang valt samen met een wereldwijd teruggevonden laag die verrijkt is in iridium, een element dat op Aarde zeldzaam is maar in meteorieten veel voor kan komen. In de jaren 80 is bij Chicxulub in Mexico een inslagkrater (de Chicxulubkrater) gevonden die de ouderdom heeft van de K-T-overgang. De meteoriet die deze krater veroorzaakte had een geschatte doorsnede van 30 km. Een inslag van een dergelijke meteoriet moet een grote hoeveelheid stof de atmosfeer in hebben geblazen. Dit stof zou volgens modellen het zonlicht gedurende enkele maanden hebben kunnen tegenhouden, waardoor geen fotosynthese plaats kon vinden en de temperatuur op Aarde gedurende enkele jaren extreem laag werd. Het uitbreken van massale bosbranden in de omgeving van de inslag was een directer gevolg dat kan hebben bijgedragen aan het uitsterven van in dat gebied levende soorten.
Onder de grote gewervelde landdieren overleefden de vogels, zoogdieren en kleinere soorten reptielen. Het duurde echter een tijd in het Paleogeen voordat alle ecologische niches weer opgevuld waren. De dinosauriërs, die gedurende het Mesozoïcum de Aarde hadden beheerst, verdwenen. Hierdoor konden de zoogdieren zich tijdens het Paleogeen en Neogeen door adaptieve radiatie sterk ontwikkelen.